# Peridroma juncta
Peridroma juncta là một loài bướm đêm trong họ Noctuidae.